# Chrysler Imperial (rose)
Pour les articles homonymes, voir Chrysler Imperial.
'Chrysler Imperial' est un cultivar de rosier grandiflora obtenu en Californie en 1952 par l'obtenteur américain Walter Lammerts,. Cette rose a servi a l'hybridation de nombreuses variétés. Elle est connue pour son parfum.

## Description
'Chrysler Imperial' est une rose moderne du groupe grandiflora, issue du croisement 'Charlotte Armstrong' × 'Mirandy' (hybride de thé, Lammerts 1944). 
Le buisson au port érigé s'élève de 75 cm à 185 cm pour une envergure de 60 cm à 120 cm. Son feuillage est de couleur vert foncé et semi-brillant. Ses fleurs délicates sont rouge foncé et fortement parfumées. Elles possèdent 45 à 50 pétales et sont d'un diamètre moyen. La fleur est ample, très double et fleurit en petits groupes, en forme de coupe. Sa floraison est remontante.  Sa zone de rusticité est de 6b à 9b.
Cette rose doit son nom à une ligne d'automobiles américaines de l'époque, les Chrysler Imperial, de chez Chrysler. 

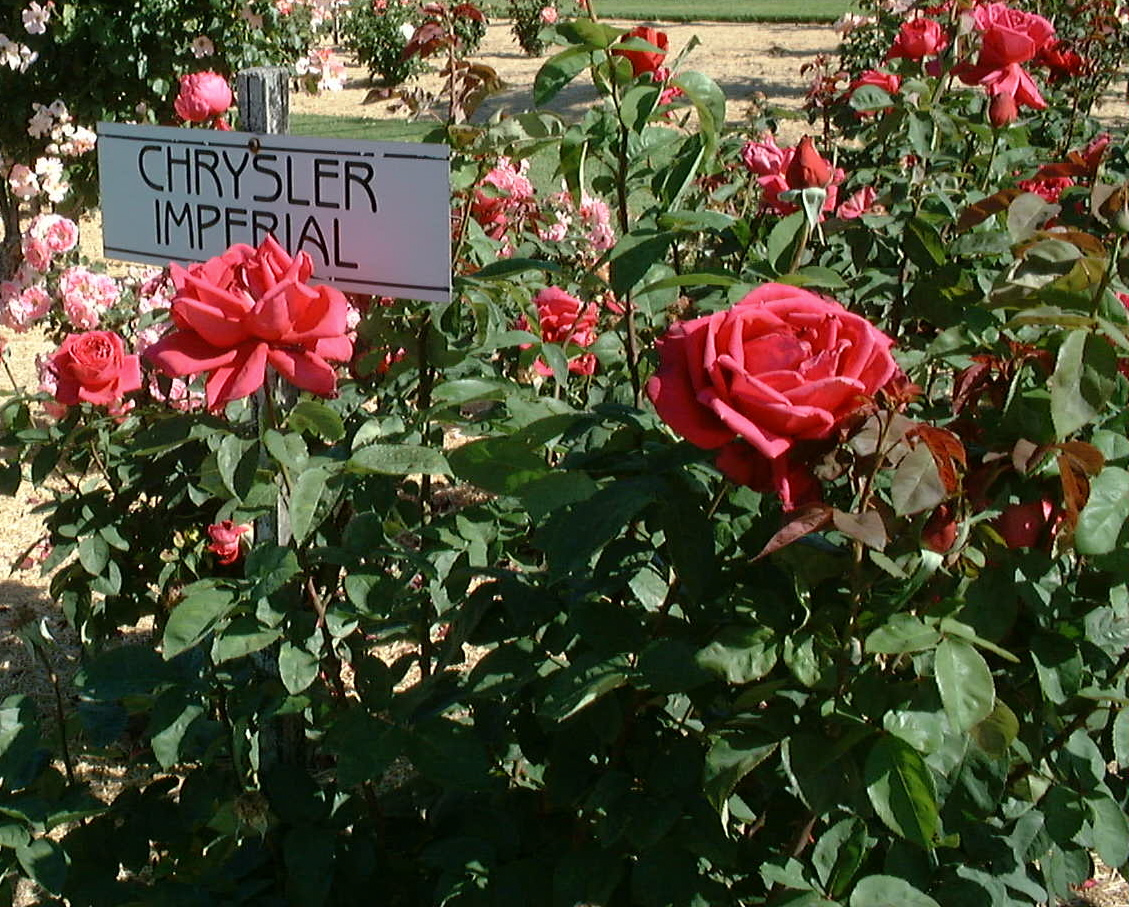
Roses 'Chrysler Imperial'

## Distinctions
- Portland Gold Medal 1951
- All-America Rose Selections 1953
- John Cook Medal 1964
- James Alexander Gamble Rose Fragrance Award 1965

## Variétés issues de 'Chrysler Imperial'
- 'Oregon Centennial' (Von Abrams 1956) par croisement de 'Charles Mallerin' × ('Charles Mallerin' × 'Chrysler Imperial').
- 'Polonaise' (Von Abrams 1961), par croisement de 'Carrousel' × ('Chrysler Imperial' × plante de semis).
- 'Jantzen Girl' (Von Abrams 1961), par croisement avec 'Carrousel' × ('Chrysler Imperial' × plante de semis).
- 'Oklahoma' (Swim & Weeks 1963), par croisement de 'Chrysler Imperial' × 'Charles Mallerin'.
- 'Papa Meilland' (Meilland 1963), par croisement de 'Chrysler Imperial' × 'Charles Mallerin'.
- 'Mister Lincoln' (Swim & Weeks 1964), par croisement de Chrysler Imperial' × 'Charles Mallerin'.
- 'Maria Callas' (Meilland 1965), par croisement de 'Chrysler Imperial' × 'Karl Herbst' (Kordes 1950).
- 'Jadis' (Warriner 1974), par croisement de 'Chrysler Imperial' × 'Virgo'.
- 'Chiyo' (Ota 1975), par croisement de 'Karl Herbst' × 'Chrysler Imperial'.
- 'Perfume Delight' (Swim & Weeks 1973) par croisement de semis: ('Pharaoh' × 'Madame Antoine Meilland) × ('Chrysler Imperial' × 'Charles Mallerin') et de pollen: 'Tamango'®.
- 'Yves Piaget' (Meilland 1983), par croisement de semis: 'Madame Antoine Meilland' et de pollen: [('Happiness' × 'Chrysler Imperial') × 'El Capitan'].